# Lijst van voetbalinterlands Rusland - Verenigde Staten
Deze lijst van voetbalinterlands is een overzicht van alle officiële voetbalwedstrijden tussen de nationale teams van Rusland en de Verenigde Staten. De landen speelden tot op heden vijf keer tegen elkaar. De eerste ontmoeting, een vriendschappelijke wedstrijd, werd gespeeld in Orlando op 13 februari 1993. Het laatste duel, eveneens een vriendschappelijke wedstrijd, vond plaats op 14 november 2012 in Krasnodar.

## Wedstrijden
| № | Plaats    | Datum            | Competitie        | Wedstrijd                  | Uitslag |
| - | --------- | ---------------- | ----------------- | -------------------------- | ------- |
| 1 | Orlando   | 13 februari 1993 | Vriendschappelijk | Verenigde Staten – Rusland | 0 – 1   |
| 2 | Palo Alto | 21 februari 1993 | Vriendschappelijk | Verenigde Staten – Rusland | 0 – 0   |
| 3 | Seattle   | 29 januari 1994  | Vriendschappelijk | Verenigde Staten – Rusland | 1 – 1   |
| 4 | Moskou    | 26 april 2000    | Vriendschappelijk | Rusland – Verenigde Staten | 2 – 0   |
| 5 | Krasnodar | 14 november 2012 | Vriendschappelijk | Rusland − Verenigde Staten | 2 − 2   |

## Samenvatting
| Competitie        | Totaal gespeeld | Winst Rusland | Gelijk | Winst Verenigde Staten | Doelsaldo Rusland – Verenigde Staten |
| ----------------- | --------------- | ------------- | ------ | ---------------------- | ------------------------------------ |
| Vriendschappelijk | 5               | 2             | 3      | 0                      | 6 − 3                                |
| Totaal            | 5               | 2             | 3      | 0                      | 6 − 3                                |

## Details

### Eerste ontmoeting
De eerste ontmoeting tussen de nationale voetbalploegen van Rusland en de Verenigde Staten vond plaats op 13 februari 1993. Het vriendschappelijke duel, bijgewoond door 13.651 toeschouwers, werd gespeeld in de Citrus Bowl in Orlando, en stond onder leiding van scheidsrechter Jack d'Aquila uit de Verenigde Staten. Bij Rusland maakten twee spelers hun debuut voor de nationale ploeg: Andrei Afanasjev (Torpedo Moskou) en Bakhva Tedejev (Dinamo Moskou).
| Vriendschappelijk (Orlando, Verenigde Staten, 13 februari 1993): |              | |
| Verenigde Staten | 0 – 1        | Rusland |
| | goals        | 12' Oleg Sergeyev |
| Bora Milutinović | bondscoach   | Pavel Sadyrin |
| Tony Meola Fernando Clavijo Marcelo Balboa Mike Lapper Paul Caliguri 65' Desmond Armstrong 64' Peter Woodring 80' Dominic Kinnear Peter Vermes 64' Frank Klopas Chris Henderson 64' | opstellingen | Stanislav Tsjertsjesov Dmitri Khlestov Andrei Chernisov Viktor Onopko Andrei Ivanov 58' Igor Ledjachov 33' Dmitri Popov Valeri Karpin Vladimir Bestchastnykh 70' Oleg Sergeyev Dmitri Radtsjenko |
| Mike Sorber 64' Cobi Jones 64' Joe-Max Moore 64' Jeff Agoos 65' Janusz Michallik 80'                                                                                                | wissels      | 33' Bakhva Tedejev 58' Andrei Afanasjev 70' Yuriy Matveyev |

### Tweede ontmoeting
De tweede ontmoeting tussen de nationale voetbalploegen van Rusland en de Verenigde Staten vond plaats op 21 februari 1993. Het vriendschappelijke duel, bijgewoond door 26.450 toeschouwers, werd gespeeld in het Stanford Stadium in Stanford, Palo Alto en stond onder leiding van scheidsrechter Brian Hall uit de Verenigde Staten.
| Vriendschappelijk (Palo Alto, Verenigde Staten, 21 februari 1993): |              | |
| Verenigde Staten | 0 – 0        | Rusland |
| | goals        | |
| Bora Milutinović | bondscoach   | Pavel Sadyrin |
| Brad Friedel Fernando Clavijo Marcelo Balboa John Doyle Mike Lapper Desmond Armstrong 59' Brian Quinn 46' Dominic Kinnear Chris Henderson 59' Peter Vermes 69' Jean Harbor | opstellingen | Stanislav Tsjertsjesov Dmitri Khlestov Andrei Chernisov Viktor Onopko Andrei Ivanov Igor Ledjachov 46' Dmitri Popov Valeri Karpin 46' Vladimir Bestchastnykh Oleg Sergeyev Dmitri Radtsjenko |
| Mike Sorber 46' Paul Caligiuri 59' Cobi Jones 59' Joe-Max Moore 69' | wissels      | 46' Bakhva Tedejev 46' Yuriy Matveyev |

### Derde ontmoeting
| Vriendschappelijk (Seattle, Verenigde Staten, 29 januari 1994): |       |                       |
| Verenigde Staten                                                | 1 – 1 | Rusland               |
| Alexi Lalas 85'                                                 | goals | 52' Dmitri Radtsjenko |

### Vierde ontmoeting
| Vriendschappelijk (Moskou, Rusland, 26 april 2000): |       |                  |
| Rusland                                             | 2 – 0 | Verenigde Staten |
| Jegor Titov 63' Valeri Karpin 90+2'                 | goals |                  |

### Vijfde ontmoeting
| Vriendschappelijk (Krasnodar, Rusland, 14 november 2012):                                                                           |       |                                         |
| Rusland | 2 – 2 | Verenigde Staten                        |
| Fjodor Smolov 9' Roman Sjirokov 84' (pen.)                                                                                          | goals | 76' Michael Bradley 90' Mikkel Diskerud |
| - Debuut van Fjodor Smolov (Anzhi Makhachkala), Maksim Grigorjev (Lokomotiv Moskou) en Denis Tsjerysjev (Real Madrid) voor Rusland. |       |                                         |